# Aubrey Anderson-Emmons
Aubrey Anderson-Emmons (Santa Mónica, California; 6 de junio de 2007) es una actriz, cantante y compositora estadounidense conocida por su papel de Lily Tucker-Pritchett, una chica vietnamita adoptada por un matrimonio homoparental, en el programa de ABC, Modern Family. Ella fue la estrella más joven en la alfombra roja en el 2012 y 2013 de los Premios Primetime Emmy.

## Carrera
Aubrey se unió al elenco de Modern Family en su tercera temporada en 2011. Ella interpreta el papel de Lily Tucker-Pritchett, una niña vietnamita adoptada por una pareja gay estadounidense.
Aubrey también hace un segmento regular de YouTube, FoodMania Review, con su madre Amy.

## Vida personal
Es hija de la coreana Amy Anderson y Kent Emmons, quienes están separados. Su madre es una comediante de stand-up y actriz y su padre es un empresario de medios. También tiene una media hermana, Ashley Emmons, que vive en Misuri.
En junio de 2025, durante el mes del Orgullo, salió del armario como mujer bisexual a través de su cuenta de TikTok, recreando una escena de Modern Family.

## Filmografía
| Año       | Título                   | Papel                 | Notas |
| --------- | ------------------------ | --------------------- | --- |
| 2011–2020 | Modern Family            | Lily Tucker-Pritchett | Papel principal Nominada — Premio del Sindicato de Actores al mejor reparto de televisión - Comedia (2014) Premio del Sindicato de Actores al mejor reparto de televisión - Comedia (2013) Premio del Sindicato de Actores al mejor reparto de televisión - Comedia (2012) Premio del Sindicato de Actores al mejor reparto de televisión - Comedia (2011) |
| 2016      | Arthur                   | (voz)                 | Episodio: «Let's Make a Choice/Something About Edward» |
| 2017      | Bill Nye Saves the World | Ella misma            | Episodio: «This Diet is Bananas» |